# افشین چاووشی
سید رضا چاووشی گیلان‌نژاد مشهور به افشین چاووشی بازیکن فوتبال ایرانی می‌باشد. او فوتبال خود را از تیم جوانان هلال احمر رشت آغاز کرد در ادامه به تیمهای پایه و بزرگسالان استقلال رشت رفت و به تیم پگاه گیلان منتقل شد سپس برای انجام سربازی به تیم نظامی ملوان رفت و دوباره به پگاه بازگشت. چاوشی فوتبالش را در تیم‌های داماش گیلان و استیل آذین و آلومینیوم هرمزگان و سپیدرود رشت پیگیری کرد. او با دو گلی که به سپاهان در جام حذفی سال هشتاد و هفت زد در حالیکه تا دقایق آخر سپاهان دو بر یک جلو بود، باعث شکست چهار بر دو این تیم و زمینه‌ساز صعود پگاه گیلان به فینال جام حذفی شد. او در فصل ۸۸–۸۷ لیگ برتر با به ثمر رساندن پانزده گل بدون پنالتی چهارمین گلزن برتر مسابقات شد. او همچنین در فصل ۹۰–۸۹ توانست آقای گل لیگ دسته یک ایران شود. از مهمترین گل‌های او دو گلی بود که به استقلال در سنگین‌ترین شکست خانگی این تیم در لیگ برتر زد که به برتری چهار بر یک پگاه گیلان ختم شد و گلی که از راه دور به ملوان زد و گلی که در دقیقه نود روی ریباند ضربه علی کریمی زد و باعث برد دو بر یک استیل آذین مقابل پرسپولیس شد. در برد شش بر دو مقابل مس در کرمان هم او زننده یکی از گل‌های استیل آذین بود. در فصل ۹۱–۹۰ هم در بازی رفت داماش و پرسپولیس و هم در بازی برگشت که به برد دو بر یک داماش در تهران انجامید موفق به بازکردن دروازه پرسپولیس شد.

## افتخارات
- جام حذفی
- نایب قهرمانی در جام حذفی ۸۷-۸۶ به همراه تیم پگاه گیلان (داماش)
- جام آزادگان
  - قهرمانی: ۹۰–۸۹[۱]
  - گلزنی مقابل تیم های بزرگ ایران   استقلال و پرسپولیس در لیگ آزادگان (لیگ برتر فعلی)